# لامار باترسون
لامار باترسون (بالإنجليزية: Lamar Patterson)‏ مواليد 12 أغسطس 1991 في لانكستر، هو لاعب كرة سلة أمريكي. بدأ مسيرته الاحترافية في سنة 2014. تم اختياره من قبل فريق ميلووكي باكز خلال الدرافت. يبلغ طوله 6 قدم 5 بوصة (2.0 م).

## المسيرة الاحترافية
لعب مع نادي طوفاس الرياضي في الدوري التركي في موسم 2014–2015، ثم لعب مع أتلانتا هوكس في موسم 2015–2016، ثم لعب مع أتلانتا هوكس في سنة 2017.

## إحصائيات المسيرة

### الموسم الاعتيادي
| السنة   | الفريق       | لعب | بدأ | دقيقة | ميداني% | ثلاثية | حرة  | ارتداد | صنع | استلاب | تصدي | نقطة |
| ------- | ------------ | --- | --- | ----- | ------- | ------ | ---- | ------ | --- | ------ | ---- | ---- |
| 2015–16 | أتلانتا هوكس | 35  | 0   | 11.3  | .350    | .245   | .727 | 1.4    | 1.1 | .3     | .1   | 2.4  |
| 2016–17 | أتلانتا هوكس | 5   | 0   | 8.0   | .200    | .167   | .667 | 1.4    | 1.2 | .2     | .0   | 1.8  |
| المسيرة | المسيرة      | 40  | 0   | 10.9  | .326    | .236   | .720 | 1.4    | 1.1 | .3     | .1   | 2.3  |

### الأدوار الإقصائية
| السنة   | الفريق       | لعب | بدأ | دقيقة | ميداني% | ثلاثية | حرة   | ارتداد | صنع | استلاب | تصدي | نقطة |
| ------- | ------------ | --- | --- | ----- | ------- | ------ | ----- | ------ | --- | ------ | ---- | ---- |
| 2016    | أتلانتا هوكس | 4   | 0   | 5.0   | .286    | .333   | 1.000 | 1.3    | .8  | .3     | .0   | 1.5  |
| المسيرة | المسيرة      | 4   | 0   | 5.0   | .286    | .333   | 1.000 | 1.3    | .8  | .3     | .0   | 1.5  |

## روابط خارجية
- لامار باترسون على موقع إن بي أي (الإنجليزية)
- لامار باترسون على موقع سبورتس رفرنس (الإنجليزية)
- لامار باترسون على موقع كرة السلة الأوروبية.كوم (الإنجليزية)
- لامار باترسون على موقع إي إس بي إن.كوم (الإنجليزية)
- لامار باترسون على موقع كلية كرة السلة في سبورتس رفرنس.كوم (الإنجليزية)
- لامار باترسون على موقع ريلجم (الإنجليزية)
- لامار باترسون على موقع بروبوليرز (الإنجليزية)
- لامار باترسون على موقع سبورتس رفرنس (الإنجليزية)
- لامار باترسون على موقع سبورتس رفرنس (الإنجليزية)